# Dream Hampton
Dream Hampton (estilizado como dream hampton em letras minúsculas, em homenagem à autora feminista bell hooks, que foi uma de suas primeiras influências) é uma crítica cultural e cineasta norte-americana.

## Primeiros anos
Hampton nasceu em 1971 na cidade de Detroit, Michigan. Seu nome é uma homenagem ao discurso mais celebrado de Martin Luther King, I Have a Dream. Hampton estudou na Universidade de Nova Iorque, estudando cinema na Faculdade Tisch de Artes. Durante seu tempo de estudante, criou um filme para uma aula sobre documentários. O documentário tinha como protagonista o seu vizinho na época, Christopher "Notorious B.I.G." Wallace.

## Carreira
Hampton é escritora, cineasta, crítica de cultura e jornalista de hip-hop. Originalmente de Detroit, passou a maior parte da sua carreira profissional entre sua cidade natal e Nova Iorque. Foi a primeira editora mulher da revista The Source. Também trabalhou como chefe de redação da já extinta revista de Los Angeles Rap Pages Magazine e foi contribuinte da revista Vibe durante 15 anos, começando com seu lançamento em 1993, assim como as revistas The Village Voice, e Spin. Seus ensaios já foram incluídos em mais de uma dúzia de antologias, incluindo Born to Use Mics: Reading Nas's Illmatic (2009), editada por Michael Eric Dyson, e Black Cool: One Thousand Streams of Blackness (2012), editada por Rebecca Walker. Foi citada como uma das editoras e escritoras do livro de memórias Decoded de Jay-Z, também trabalhando com ele no livro The Black Album, que nunca foi publicado. hampton foi produtora associada do episódio de Behind the Music sobre The Notorious B.I.G., que contou com filmagens do seu documentário filmado enquanto estudava na Universidade de Nova Iorque e foi co-produtora de Bigger than Life, o documentário de longa-metragem sobre o rapper, dirigido por Peter Spier.
Além de várias contribuições no âmbito do jornalismo de hip-hop, ela já produziu e escreveu diversos filmes. Conhecida por ser uma ativista social, o foco da maioria do seus filmes é eventos e problemas contemporâneos da comunidade negra. Seu curta I Am Ali foi para o Festival Sundance de Cinema em 2002 e ganhou "Melhor Curta-Metragem" no Festival de Cinema Internacional de Newport. Ela foi co-produtora executiva de An Oversimplification of Her Beauty (2012), produtora associada de The Russian Winter (2012), e diretora do vídeo clipe QueenS (2012) dos artistas TheeSatisfaction!, sendo esta sua estreia como diretora de vídeo clipes. Em 2013, dirigiu TransParent, um documentário sobre o assassinato da mulher transgênero Shelley Hilliard aos 19 anos em Detroit, em 2011.
Hampton foi também criadora de We Demand Justice for Ranisha Mcbride, um documentário curto após o protesto por Mcbride, que a própria hampton organizou. Hampton participou do Movimeno Grassroots de Malcolm X (MXGM) e foi patrocinadora do Agosto Negro, um concerto anual em tributo a prisoneiros políticos. Seu filme sobre o evento, Black August: A Hip-Hop Documentary Concert, estreou no Lincoln Center em 2010.
Hampton trabalhou como produtora executiva de Surviving R. Kelly, uma série de documentários de 2019 sobre as acusações de abuso sexual contra o cantor R. Kelly.

## The Source
Hampton começou na revista The Source primeiro como estagiária de edição de fotos, e foi empregada durante 18 meses. Durante essa época ela escreveu alguns artigos famosos e ganhou o cargo de editora. Foi seu editorial sobre Dee Barnes que lançou sua carreira como escritora e editora em The Source. Nesse editorial, ela cobriu a agressão contra Dee Barnes feita por Dr. Dre. Também passou seis meses com Tupac Shakur, o seguindo para uma matéria de capa.

## Obras e publicações

### Livros
- Contribuinte, Decoded, Jay-Z[21]

### Ensaios
- "D'Angelo: Soul Man", Vibe Magazine, abril de 2000[22]
- "Parable of the Writer: Octavia E. Butler, science fiction visionary, 1947–2006", The Village Voice[6]
- "Dreaming America: Hip Hop Culture", Spin Magazine, novembro de 1993.[7]

### Antologias
- "Bad Boy", in The Vibe History of Hip Hop, Three Rivers Press[23]
- "Born Alone, Die Alone", in Born to use mics: reading Nas's Illmatic De Michael Eric Dyson, Sohail Daulatzai[24]
- "Audacity", in Black Cool: One Thousand Streams of Blackness. Editado por Rebecca Walker, Soft Skull Press, 1 de fevereiro de 2012[25]

## Filmografia
- Behind The Music: The Notorious B.I.G., 1997, produtora associada[26]
- I Am Ali, 2002, diretora[27]
- Notorious B.I.G.: Bigger Than Life, 2007, produtora executiva
- Black August: A Hip-Hop Documentary Concert, 2010, diretora[28]
- "The Russian Winter" 2012, produtora associada
- "An Oversimplification of Her Beauty", 2012, co-produtora executiva[11]
- "QueenS", 2012. vídeo clipe de TheeSatisfaction![13]
- Treasure: From Tragedy to Trans Justice Mapping a Detroit Story,[29] 2015, produtora executiva
- Surviving R. Kelly, 2019, produtora executiva